# Dikrella rubralineata
Dikrella rubralineata är en insektsart som beskrevs av Ruppel och Delong 1952. Dikrella rubralineata ingår i släktet Dikrella och familjen dvärgstritar. Inga underarter finns listade i Catalogue of Life.